# I когорта римских граждан лемавов
I когорта римских граждан лемавов (лат. Cohors I Lemavorum civium romanorum) — вспомогательное подразделение армии Древнего Рима.
Данное подразделение было сформировано из жившего в Галлеции кельтского народа лемавов во времена правления императора Веспасиана или Домициана. Когорта стояла лагерем в городе Сала, располагавшемся в провинции Мавретания Тингитанская. Она упоминается в ряде военных дипломов от 88, 109, 114—117, 122, 129—132, 131, 133—134, 156—157, 151—160, 161, и 180—190 годов. При императорах Антонине Пии и Марке Аврелии подразделение участвовало в боях с маврами. По всей видимости, позже оно было передислоцировано в провинцию Тарраконская Испания, что следует из надписи, датируемой 161—167 годами или позже.